# Nathaniel Kahn

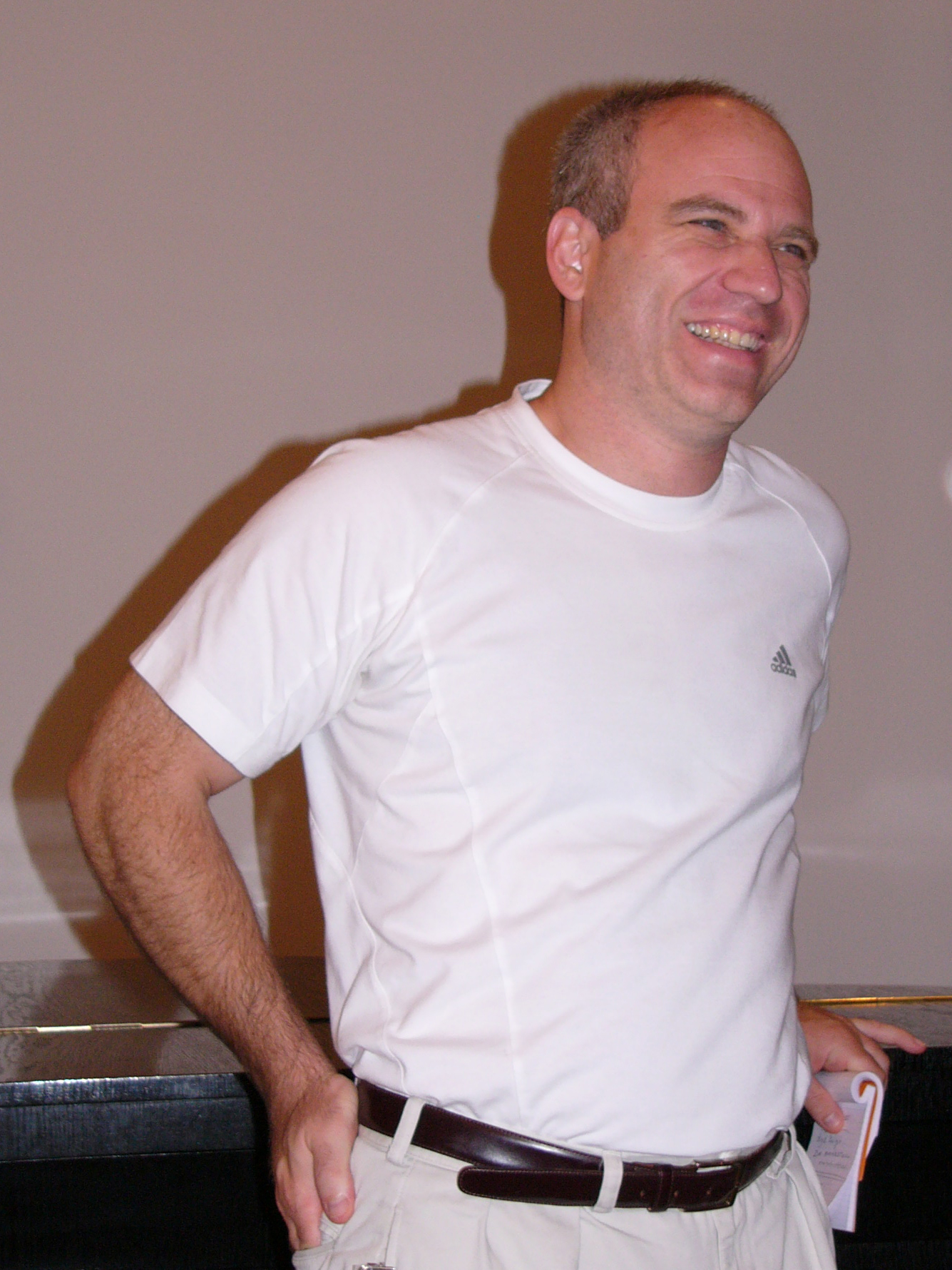
Nathaniel Kahn

Nathaniel Kahn (* 9. November 1962 in Philadelphia, Pennsylvania) ist ein US-amerikanischer Drehbuchautor, Regisseur und Filmproduzent.

## Werdegang
Kahn ist der Sohn des Architekten Louis I. Kahn und der Landschaftsarchitektin Harriet Pattison. Er besuchte zunächst die Germantown Friends School und studierte anschließend Philosophie an der Yale University. Danach war er als Schauspieler am Theater tätig. 2004 wurde er gemeinsam mit der Produzentin Susan Rose Behr für den Dokumentarfilm My Architect über seinen Vater für den Oscar in der Kategorie Bester Dokumentarfilm nominiert. Die Recherche und Dreharbeiten für diesen Film dauerten insgesamt fünf Jahre. Für den 2007 entstandenen Kurzfilm Two Hands – The Leon Fleisher Story über den Pianisten Leon Fleisher erhielt er 2007, erneut mit Susan Rose Behr, eine weitere Oscar-Nominierung. Beide Male ging er bei der Preisverleihung jedoch leer aus.
Neben seiner Arbeit als Drehbuchautor, Regisseur und Filmproduzent war er 1997 an der Seite von Luke Perry im Thriller Deadly Lovers als Schauspieler in einer kleinen Nebenrolle als Dr. Peck zu sehen.

## Filmografie (Auswahl)
- 1993: Wilderness: The Last Stand
- 1995: Amazon Journal
- 1997: Canary of the Ocean
- 2003: My Architect
- 2006: Two Hands – The Leon Fleisher Story
- 2011: Earth 2050: The Future of Energy
- 2016: Telescope
- 2017: The Dark Side of the Sun
- 2018: The Price of Everything
- 2021: The Hunt for Planet B

## Auszeichnungen (Auswahl)
- 2004: Oscar-Nominierung in der Kategorie Bester Dokumentarfilm für My Architect
- 2007: Oscar-Nominierung in der Kategorie Bester Dokumentar-Kurzfilm für Two Hands: The Leon Fleisher Story

## Bücher
- Raymond Meier (Hrsg.): Louis Kahn. Dhaka. Raymond Meier. Edition Dino Simonett, Zürich 2004 mit einem Beitrag von Nathaniel Kahn, Gestaltung: Dino Simonett, Bruno Margreth